# Försäkringsförmedlare
Försäkringsförmedlare är bolag eller personer som i sin yrkesroll:
- lägger fram eller föreslår försäkringsavtal eller utför annat förberedande arbete innan försäkringsavtal ingås,
- för någon annans räkning ingår försäkringsavtal, eller
- bistår vid förvaltning och fullgörande av försäkringsavtal.

För att förmedla försäkringar erfordras tillstånd av Finansinspektionen och att registrering i försäkringsförmedlarregistret hos Bolagsverket. En variant är så kallade anknutna försäkringsförmedlare. Dessa behöver inte ha tillstånd av Finansinspektionen, men ska vara registrerade hos Bolagsverket. En försäkringsförmedlare får även förmedla fondandelar och ge investeringsrådgivning om fondandelar. Denna verksamhet kräver ett separat tillstånd av Finansinspektionen. Finansinspektionen som utgör granskningsmyndighet för försäkringsförmedlarna har utfärdat föreskrifter och allmänna råd om försäkringsförmedling.
Försäkringsförmedlare omfattas av Lag (2005:405) om försäkringsförmedling och Förordning (2005:411) om försäkringsförmedling.